# Ernst Kals
Ernst Kals, né le 2 août 1905 à Glauchau dans l'Empire allemand et mort le 2 novembre 1979 à Emden est un officier de la Marine allemande. Il y'a notamment servi au cours de la Seconde Guerre mondiale comme capitaine de sous-marin.

## Biographie
Il rejoint la marine en 1924 dans le département des sous-marin, les U boat.
En 1940, il commande le Unterseeboot 37 (1938) et en 1941 le Unterseeboot 130 (1941). En avril 1942, en croisière vers Curaçao proche des Antilles néerlandaises, il bombarde un réservoir de pétrole allié. La même année il coule vingt navires en cinq patrouilles pour un total de 145 656 tonnes de fret. Il a coulé trois navires américains.
En janvier 1943, il est nommé capitaine de corvette et devient le chef de la deuxième flotte de U boat basée à Lorient, la 2. Unterseebootsflottille.

## Navires détruits
| Date             | Nom du navire       | Pavillon   | Tonnage | État      |
| ---------------- | ------------------- | ---------- | ------- | --------- |
| 10 décembre 1941 | Kirnwood            | Angleterre | 3,829   | coulé     |
| 10 décembre 1941 | Kurdistan           | Angleterre | 5,844   | coulé     |
| 10 décembre 1941 | Star of Luxor       | Égypte     | 5,298   | coulé     |
| 13 janvier 1942  | Friar Rock          | Panama     | 5,427   | coulé     |
| 13 janvier 1942  | Frisco              | Norvège    | 1,582   | coulé     |
| 21 janvier 1942  | Alexander Høegh     | Norvège    | 8,248   | coulé     |
| 25 janvier 1942  | Varanger            | Norvège    | 9,305   | coulé     |
| 27 janvier 1942  | Francis E. Powell   | États-Unis | 7,096   | coulé     |
| 27 janvier 1942  | Halo                | États-Unis | 6,986   | endommagé |
| 11 avril 1942    | Grenanger           | Norvège    | 5,393   | coulé     |
| 11 avril 1942    | Esso Boston         | États-Unis | 7,699   | coulé     |
| 25 juillet 1942  | Tankexpress         | Norvège    | 10,095  | coulé     |
| 27 juillet 1942  | Elmwood             | Norvège    | 7,167   | coulé     |
| 30 juillet 1942  | Danmark             | Angleterre | 8,391   | coulé     |
| 9 août 1942      | Malmanger           | Norvège    | 7,078   | coulé     |
| 11 août 1942     | Mirlo               | Norvège    | 7,455   | coulé     |
| 25 août 1942     | Viking Star         | Angleterre | 6,445   | coulé     |
| 26 août 1942     | Beechwood           | Angleterre | 4,897   | coulé     |
| 12 novembre 1942 | USS Edward Rutledge | États-Unis | 9,360   | coulé     |
| 12 novembre 1942 | USS Hugh L. Scott   | États-Unis | 12,479  | coulé     |
| 12 novembre 1942 | USS Tasker H. Bliss | États-Unis | 12,568  | coulé     |

## Opération Torch
Le 11 novembre 1942, date du cessez-le-feu, quelques unités regroupées sous le commandement d'Ernest Kals (U-130) arrivent en vue de Casablanca et entament des opérations contre les navires US mouillés dans la rade. Le 12 novembre 1942 plusieurs navires sont coulés ou endommagés. Le U-173 sera coulé. La flottille quittera les parages le 16 novembre 1942.

## Décorations
- Croix de fer (1940)
  - 2e classe (18 décembre 1939)[3]
  - 1re classe (18 décembre 1941)[3]